# Pădureni (Timiș)
Pădureni (en hongrois : Temesliget, en allemand : Liget) est une commune du județ de Timiș en Roumanie.